# Slovenský animovaný film
Slovenský animovaný film je významná součást slovenské kinematografie.

## Dějiny

### Začátky
Animovaný film na Slovensku se zrodil v roce 1965. Tehdy vznikla ve Studiu krátkého filmu v Bratislavě samostatná tvůrčí skupina. Ta měla v plánu realizovat animované filmy s použitím kreslené a papírové techniky. U jejího vzniku stál Viktor Kubal, který působil jako scenárista, výtvarník, animátor a režisér. Byl tvůrcem prvního slovenského animovaného filmu Studna lásky z roku 1943, natočeného v ústavu pro tvorbu učebních pomůcek Školfilm. Šlo se o zakladatelský čin v animované tvorbě na Slovensku; kresebný styl připomíná americkou animaci. Děj se opírá o legendu o kopání studny na Trenčínském hradě v době tureckých nájezdů. V roce 1945 díky Benešovu znárodňovacímu dekretu vznikla filmová instituce s programem realizace hraných dokumentárních a zpravodajských filmů, ale animovaný film v tomto programu zahrnut nebyl.

### 60. léta
V době vzniku české animace mladí grafici a trikaři natočili kolektivní dílo Pinguin (1964). Kubal přispěl krátkými kreslenými šoty ve filmovém týdeníku, s ústřední postavou pana Homa. Kubal se dále zabýval životním prostředím ve filmu Zem (1966), jehož zpracování patřilo ke špičce světové animace. O animaci se začala zajímat televize a tak začaly vznikat televizní pohádky. Ivan Popovič a Jaroslava Havettová společně natočili film Socha (1970). Havettová zde kritizuje dogmatismus. Vzhledem k represivní době bylo nutno použít symboliku a skryté významy namísto přímočarosti.

### 70. léta
Sedmdesátá léta byla složitým obdobím ve společnosti, kdy se povolovala angažovanost pouze do určité přísně vymezené míry. Animovaný film, protože pracoval s výtvarným materiálem, měl pozici o to těžší. Negativně přijímaný byl černý humor, absurdita či nadsázka, čili prostředky jemu vlastní. Některé filmy byly zakázány, jako například Oko (režie Juraj Bindzár), plné symbolů připomínajících hákové kříže a srpy a kladiva. Film byl na dvě desetiletí uložen do trezoru. Přesto je v animované tvorbě 70. let patrný spoločenskokritický pohyb.

#### Viktor Kubal v 70. letech
V plodných sedmdesátých a osmdesátých letech natočil Kubal sérii Janko Hraško (1972–1986), vycházející z folklórních motivů. Lidový hrdina Jánošík se objevuje v díle Zbojník Jurko (1976), které Kubal tvořil dva roky. Jedná se o ryze autorský film, lidové písně do filmu adaptoval skladatel Juraj Lexmann. Kubal se v 70. letech vyhýbá sentimentalitě, naopak využívá dějovou zkratku, je parodický a ironický. Nejprodávanějším slovenským filmem té doby byly Šachy (1973). Šlo o reakci na domácí společenské vztahy, kde je zobrazen člověk jako pěšák. Politicky laděné jsou i filmy Kino (1977) a Žebřík (1978). Dále natočil Kubal filmy Prezent (1976) a Jedináček (1979).

### 80. léta
Osmdesátá léta byla zlatým obdobím slovenského animovaného filmu. Nastal příklon k společensky závažným tématům, což se týkalo i animace. K významným tvůrcům patřila v této dekádě Jaroslava Havettová. Oproti Kubalovi se vyznačovala jinou, svéráznou poetikou. Její díla jsou charakteristická zevšeobecňováním morálních problémů jednotlivce a společnosti. Například zkoumala fatální lidské situace prostřednictvím tužky, věšáku, šatů a zápalek v díle Kontakty (1980). Ostře satiricky vyznívá film Proč máme slepice (1986), kde hrdina ničí vše živé kolem sebe a obrací se na své ego. Satirický je i Úděl (1988), připravený v koprodukci s pražským studiem (jako animátoři zde spolupracovali Ľ. Pavolovová a M. Kimlička podle předloh výtvarnice Z. Vorlíčkové, hudbu složil Dežo Ursíny). Je považován za nejvyhrocenější film Havettové. Tragikomicky působí film Nápověda (1984).
V polovině 80. let se prosazuje třetí generace tvůrců. Ta si rychle osvojila animátorskou profesi. Jejich ústředním tématem byla reflexe pocitů mladého člověka ve společnosti a její slabiny. Nejvýraznějším představitelem byl Ondrej Slivka (nar. 1959) a jeho film Kdybych byl ptáčka (1986). Používá tu počítačovou grafiku a má ekologický charakter, poukazuje na problém sebezničení člověka. Film Deštník (1984) se zabývá fetišismem techniky. Byrokratismem se zabývá ve snímku Celine (1989).

#### Viktor Kubal v 80. letech
Za malé veledílo je považován film Na pravé poledne (1988), odkazující na slavný stejnojmenný western. Odehrává se v jednom úřadě, kde došel inkoust. Kubal se při animaci inspiroval kubismem, používá ironický nadhled a kritiku byrokracie. Podobně vyznívá i politicky laděný Idol (1989), v němž hrdina odkopává z vysoké skály bustu státníka. Kubal se zde začíná vyrovnávat s novou porevoluční realitou. Ostatní Kubalová tvorba 80. let je uvedena v kapitole Tvorba pro děti.

### 90. léta
V roce 1991 došlo ke zrušení monopolní instituce Slovenské filmové tvorby, což mělo své následky. O animovanou tvorbu se nadále zajímala pouze Slovenská televize. Ta se společně s osvědčenými tvůrci i dále věnovala večerníčkové tvorbě. Další skupina animátorů pracovala na reklamách, nebo pro zahraniční produkce. Postupně se obměnila generace tvůrců a přetrhly se partnerské vztahy s českými studii. Zavedené mezinárodní festivaly Cena Dunaje a Bienále animace Bratislava byly orientovány na dětskou tvorbu.
V roce 1993 byla na bratislavské Filmové a televizní fakultě VŠMU otevřena Katedra animované tvorby. Jako pedagogové zde působili významní tvůrci animovaných filmů. Tak se začala psát nová kapitola dějin kinematografické animace na Slovensku. Studenti 90. let patří k první generaci tvůrců využívajících klasické animační techniky. Tato skupina začala po studiu zakládat vlastní studia. Ivana Laučíková založila produkční společnost Feel me film. Michal Struss založil studio Plaftik.
Dokumentarista Martin Šindelka natočil animovaný 11minutový dokumentární experiment Velká potřeba (1992). Byl pořízen technikou pixilace. Televizní animovaná produkce té doby byla nevyrovnaná. V roce 1992 zaniklo kolibské studio Animofilm, některé projekty z něj přešly do televize, např. Pohádky z celého světa (1994 Monika Trajterová, Tomáš Čepek), nebo Bratislavské pohádky (1995 Švestka). Šlo o vrchol televizní animované produkce. Byla natočena rozsáhlá série Jurošík (1992 Jaroslav Beran) pro dětského diváka. Mezi další díla patří Drotárska pouť (1992, Helena Slavíková-Rabárová), nebo série Hliněné pohádky (1995, František Jurisic). Jana Blechová, Marián Jaššo, Jaroslav Beran (studio Animoline) či Ivan Popovič (studio My Studio) se věnují reklamám.

### 2000–současnost
Okolo roku 2001 přestala VŠMU natáčet studentské filmy na filmovou surovinu. Takto vyučené animátory nazýváme druhou generací absolventů. Druhou generaci VŠMU představují hlavně animátoři aktivní v organizování mezinárodního festivalu animovaných filmů Fest Anča v Žilině, například Andrej Kolenčík, Peter Budinský, Alice Gurínová a Michaela Čopíková, která založila spolu se studentkou z VŠVU Veronikou Obertovou studio OVE Pictures. Společným znakem této generace animátorů je intermedialita. Využívají estetiku videoher. Ivan Popovič od roku 2001 vyrábí seriál pro děti Mít tak o kolečko víc. Animovanou tvorbu podporuje Audiovizuální fond. Animaci se věnuje od roku 2010 odborný časopis Homo Felix; jeho koncept obsahově zastřešuje oblast výroby, distribuce a prezentace animovaných děl, reflexi jejich kvality a rovněž nabízí prostor studiím, statím a jiným odborným textům o historii a teorii animace.
Na Slovensku začaly po roce 2000 vznikat krátkometrážní animované filmy. Ty však mají slabší komerční potenciál. I proto na Slovensku dnes neexistuje člověk, kterého by živila jen autorská animátorská práce.[zdroj?] Do povědomí veřejnosti se dostal například Michal Struss. V roce 2000 ho za jeho film V kostce nominovali na studentského Oscara. Film Ivany Laučíkové Poslední autobus (2011) vyhrál Grand Prix na festivalu krátkých filmů v Tampere. Společnost Ove pictures založily dvě 27leté režisérky, Michaela Čopíková a Veronika Obertová. První natočila oceňovaný film About socks and love, druhá Viliam a společný film Dust and Glitter (2001). Autoři Jakub Kroner a Martin Capovčák vytvořili první slovenský animovaný sitcom pro televizi JOJ Lokal TV (2011). Katarína Kerekešová pracovala v roce 2015 na večerníčkové sérii Mimi a Líza.

## Tvorba pro děti
Slovenská animace byla vždy silně orientována na dětského diváka. Šlo zhruba o dvě třetiny celkové produkce. Nejvýznamnějším autorem dětské animace byl Viktor Kubal. Kromě Janka Hraška natočil Příběhy z Kocourkova, Dobrodružství Panáka z křižovatky a Janíka na cestě. Kubal počítal s dětskou inteligencí a fantazií. Dětem je určena i Krvavá paní (1980), kde je vidět vysoké mistrovství tvůrce při práci s detailem, hlukem a hudbou. Marcipánová komedie (1987) je parafráze na pohádku o Jankovi a Mařence. Osobité místo má i seriál O Miminku (1987–1990), na kterém se režijně podíleli Vladimír Malík z bratislavského studia a Pence Kunčev ze Sofie. Významné místo v tvorbě pro děti zastupovaly večerníčky České televize. Pracovali na nich mnozí režiséři a animátoři jako M. Trajterová, D. Bučanová, O. Potroková, J. Beran, J. Blechová, M. Jaššo, Z. Vejchodská nebo V. Takáčová. Večerníčky byly natáčeny buď s jednoduchou fabulí (Nejmenší hrdinové, Jurisic (1980–1989)), nebo i náročnější, s diferencovanějším adresátem (Bratislavské pohádky, Slivka (1990–1995)). Natočen byl i večerníček pro dospělé, kde byl hlavní postavou dobrácký Dědeček, známý ze znělky večerníčků (Dědeček Casanova, Dědeček a vamp, Dědeček a Venuše (1983–1989)), v režii Viktora Kubala.